# Dmitrij Sasin
Dmitrij Andreevič Sasin (in russo Дмитрий Андреевич Сасин?; Kemerovo, 21 agosto 1996) è un calciatore russo, centrocampista del Sokol Saratov.

## Carriera
Ha giocato nella massima serie russa e in quella bielorussa.